# Angraecum sterrophyllum
Espèce
Statut de conservation UICN

 CR (Possibly Extinct) B1ab(i,ii,iii,iv,v)+2ab(i,ii,iii,iv,v) : 
En danger critique
Angraecum sterrophyllum est une espèce de plantes de la famille des Orchidaceae endémique de Madagascar.

## Répartition et habitat
Cette espèce est endémique de la province d'Antananarivo dans le nord de Madagascar. On la trouve entre 1 000 et 1 500 m d'altitude. C'est une plante épiphyte qui pousse sur les Uapaca bojeri dans les forêts sub-humides.